# Daurene Lewis
Daurene Lewis (ur. 1944 w Annapolis Royal, Nowa Szkocja, zm. 26 stycznia 2013 w Halifaksie) – kanadyjska polityk i pedagog.

## Życiorys
W 1984 roku została wybrana na burmistrza Annapolis Royal. Była pierwszą czarnoskórą kobietą w historii Kanady na tym stanowisku. Była również dyrektorem instytutu kampusu technologicznego w College, a także członkiem międzynarodowej fundacji kobiet. W 1995 roku została laureatką nagrody Global Citizenship Award.
Zmarła w wieku 68 lat w szpitalu w Halifaksie 26 stycznia 2013 roku.